# Tutmoz I.
Tutmoz I., včasih tudi Tutmozis I. (egipčansko ḏḥwty.ms, Džehutymes, kar pomeni Tot je rojen), je bil egipčanski faraon iz Osemnajste dinastije,  ki je vladal od 1506 do 1493 pr. n. št., * ni znano, † 1493 pr. n. št.
Na prestol je prišel po smrti faraona Amenhotepa I. Med svojo vladavino je prodrl globoko v Levant in Nubijo in razširil meje Egipta dlje kot kdo pred njim.  V Egiptu je zgradil veliko templjev in svojo grobnico v Dolini kraljev. Bil je prvi faraon, ki je bil dokazano pokopan v Dolini kraljev, čeprav se domneva, da je bil prvi Amenhotep I.
Nasledil ga je sin Tutmoz II., njega pa sestra Hačepsut. Vladavino Tutmoza I. se običajno datira v leta 1506–1493  pr. n. št. Nekateri  egiptologi jo datirajo v leta 1526–1513 pr. n. št.

## Družina
Tutmozov oče je bil zelo verjetno Amenhotep I. Mati Senseneb ni bila iz plemiške družine in je bila zato nižja žena ali celo priležnica. Kraljica Ahmose, katero so naslavljali z velika kraljeva žena, je bila verjetno hčerka Ahmoza I. in sestra Amenhotepa I. Sama sebe ni nikoli imenovala kraljeva hčerka, zato je domneva morda napačna. Nekateri egiptologi so prepričani, da je bila celo Tutmozova sestra, da bi nasledstvo ostalo v družini. Slednje ni močoče iz vsaj dveh razlogov. Prvič: Amenhotepova ladja iz alabastra, postavljena v Karnaku, povezuje Amenhotepovo ime s Tutmozovim mnogo pred Amenhotepovo smrtjo. In drugič: Tutmozov prvorojenec z Amhose, Amenmoz, je bil rojen mnogo pred Tutmozovim kronanjem. Amenmoz je na steli, postavljeni v četrtem letu Tutmozove vladavine, upodobljen na lovu pri Memfisu. Malo pred svojo smrtjo je postal veliki poveljnik očetove  vojske.  Sin je vsekakor umrl pred očetom, ki je umrl v svojem 12.vladarskem  letu. Tutmoz je imel z Ahmose  še enega sina, Vadžmozeja, in hčerki Hačepsut in Nefrubiti. Vadžmoz je umrl pred svojim očetom, Nefrubiti pa je umrla že v otroštvu. Tutmoz je imel sina tudi z drugo ženo Mutnofret. Ta sin ga je nasledil kot Tutmoz II. Oče ga je poročil s svojo herko (in njegovo polsestro) Hačepsut, ker je želel, da vladata skupaj. Zgleda, da je ta trditev plod propagande Hačepsutinih pristašev, da bi upravičili njeno zahtevo po egipčanskem prestolu, ko je Tutmoz II. umrl.

## Obdobje in dolžina vladanja
Med vladanjem Tutmozovega predhodnika Amenhotepa I. je bil, verjetno v Tebah,  dokumentiran heliaktični vzhod Sirija, ki je datiran v leto 1517 pr. n. št. Iz tega podatka so egiptologi izračunali, da je bil Tutmoz I. kronan leta 1506 pr. n. št. Če pojava niso opazili v Tebah, ampak v Heliopolisu ali Memfisu, kar trdi manjšina znanstvenikov, je  bil Tutmoz I. kronan leta 1526 pr. n. št. Maneton je zapisal, da je Tutmoz I. vladal 12 let 9 mesecev  ali 13 let, kot je zapisal nek Mefres v svojem povzetku Manetovega seznama kraljev. Ta podatke potrjujeta datirana napisa s Tutmozovo kartušo na kamnitem bloku v Karnaku iz 8. in 9. leta njegovega vladanja.  Na osnovi teh podatkov se Tutmozovo vladavino po kratki kronologiji običajno umešča v obdobje 1506-1493 pr. n. št., manjšina znanstvenikov pa v obdobje 1526-1513 pr. n. št.

## Vojaški dosežki
Kmalu po  Tutmozovem kronanju se je Nubija uprla egipčanski nadoblasti. Po zapisih nekega Ahmoza, sina Ebana, v njegovi grobnici se je Tutmoz odpravil po Nilu navzgor in bitki osebno ubil nubijskega kralja. Po zmagi je pred vrnitvijo v Tebe njegovo truplo obesil na premec svoje ladje. Na drug pohod v Nubijo se je odpravil v tretjem letu svojega vladanja in ob tem ukazal, da se zaradi lažje plovbe po Nilu navzgor na prvem Nilovem kataraktu obnovi  kanal, ki ga je zgradil Senusret III. v 19. stoletju pr. n. št. Kanal je pripomogel k vključitvi Nubije v egipčanski imperij. Tutmozova odprava je potrjena na dveh ločenih napisih faraonovega sina Tureja.
V drugem letu vladanja je na steli v Tombosu zapisal, da je v Tombosu pri tretjem kataraktu zgradil trdnjavo in s tem za stalno razširil prisotnost egipčanske vojske, ki je pred tem segala samo do Buhena na drugem kataraktu. To kaže, da je bil na pohodu v Sirijo že pred tem, saj se ta pohod datira na začetek drugega leta njegovega vladanja. Na pohodu v Sirijo je prodrl dlje kot kateri koli faraon pred njim. Ob prehodu čez Evfrat je domnevno postavil stelo, ki je še niso odkrili. Sirijski princi so mu prisegli zvestobo, vendar so po njegovem odhodu prenehali plačevati davke in se začeli pripravljati na mogoče nove vdore. Tutmoz je svoje zmage proslavil z lovom na slone v kraljestvu Nija pri Apameji v severni Siriji in se nato  vrnil domov. Evfrat je bil prva velika reka, za katero so Egipčani ugotovili, da teče s severa na jug in ne z juga na sever kot Nil. Evfrat je zato v Egiptu postal znan kot  »obrnjena voda«.
V četrtem letu vladanja so se ponovno uprli Nubijci. Napis, ki so ga odkrili v Kurgusu, kaže, da je Tutmoz ozemlje Egipta razširil še bolj na jug do četrtega Nilovega katarakta. Med svojim vladanjem je sprožil več projektov, ki so za naslednjih petsto let končali nubijsko neodvisnost. Razširil je tempelj Senusreta III. v Knumu na drugi obali Nila pri Semni. Uvedel je tudi posebne verske obrede, ki jih je moral v templjih v Nubiji opravljati guverner El-Kaba kot kraljev zastopnik. Razen tega je za podkralja Kuša (Nubije) imenoval nekega Turija. Podkralj je bil znan tudi kot »kraljev sin Kuša«. Z imenovanjem stalnega civilnega faraonovega predstavnika je egipčanski nadzor Nubije tudi za kasnejše vladarje  postal lažji, upori pa   manj pogosti.

## Gradnje
Tutmoz I. je organiziral gradnjo velikih zgradb, vključno s številnimi templji in grobnicami. Njegova največja zgradba je tempelj v Karnaku, ki se je gradil pod vodstvom dvornega arhitekta Inenija. Pred tem je bila v Karnaku verjetno samo dolga cesta do osrednje ploščadi, ob kateri so bila številna svetišča za sončno ladjo. Tutmoz I. je bil prvi faraon, ki je drastično povečal tempelj. Ob glavni cesti je zgradil peti pilon, obzidje okoli notranjega svetišča in ob vhodu postavil dva zastavna stebra. Izven svetišča je zgradil četrti pilon in še eno obzidje. Med četrtim in petim pilonom  je zgradil  hipostilno dvorano s stebri iz cedrovega lesa. Takšne dvorane so bile v egipčanskih templjih dokaj pogoste. Predstavljale so močvirje, poraslo s  papirusom, ki je simboliziralo stvaritev. Ob straneh dvorane so kolosalni kipi, ki izmenično nosijo krone Gornjega in Spodnjega Egipta.  Tutmoz je pred četrtim pilonom postavil še štiri zastavne drogove  in dva obeliska. Eden od njiju je bil popisan šele pod Tutmozom III. kakšnih petdeset let kasneje. Tutmoz III. le lesene stebre v hipostilni dvorani zamnjal s kamnitimi. Najmanj dva najbolj severna stebra  je zamenjal že Tutmoz I. V Tutmozovi hipostilni dvorani je dva obeliska postavila tudi kraljica Hačepsut.
Tutmoz I. je razen Karnaka postavil tudi kipe  Eneade v Abidosu, stavbe v Armantu, Ombosu, el-Hibi, Memfisu in Edfuju in nekoliko razširil zgradbe v Semni, Buhenu, Anibi in Kubanu.
Bil je prvi faraon, dokazano pokopan v Dolini kraljev.  Za gradnjo grobnice in morda pogrebnega templja  je bil zadolžen arhitekt Ineni.  Njegovega pogrebnega templja še niso odkrili, morda zato, ker je bil porušen med gradnjo Hačepsutinega pogrebnega templja v Deir el-Bahariju. Njegovo grobnico so odkrili in jo označili s KV38. V njej je bil sarkofag iz rumenega kvarcita z njegovim imenom.  Njegovo mumijo je Tutmoz III. prenesel v Hačepsutino grobnico KV20. Tudi v tej grobnici je bil sarkofag z imenom Tutmoza I.